# Karen Hagemann
Karen Hagemann (* 17. Dezember 1955 in Hamburg) ist eine deutsch-amerikanische Historikerin. Ihre Forschungsgebiete sind Neuere und Neueste Geschichte, Deutsche und Europäische Geschichte, Sozial-, Politik- und Kulturgeschichte sowie Militärgeschichte und Geschlechtergeschichte. Karen Hagemann ist verheiratet und hat zwei erwachsene Söhne.

## Leben und Wirken
Karen Hagemann studierte Geschichte, Germanistik und Erziehungswissenschaften an der Universität Hamburg, wo sie 1989 bei Klaus Saul zum Dr. phil. promoviert wurde. Der Titel ihrer Dissertation ist „Frauenalltag und Männerpolitik. Alltagsleben und gesellschaftliches Handeln von Arbeiterfrauen in der Weimarer Republik“. Von 1987 bis 2001 war sie zunächst als wissenschaftliche Angestellte und nach der Promotion als wissenschaftliche Assistentin am Institut für Geschichte an der Technischen Universität Berlin (TUB) beschäftigt, und dann ab 1995 am gemeinsam mit Karin Hausen gegründeten Zentrum für Interdisziplinäre Frauen- und Geschlechterforschung (ZIFG). 2000 habilitierte sie sich an der TUB mit einer Arbeit zum Thema „Mannlicher Muth und Teutsche Ehre. Entwürfe von Nation, Krieg und Geschlecht in der Zeit der Antinapoleonischen Kriege Preußens“. Nach mehreren Gastprofessuren wurde sie 2003 Professor of History und Co-director des Centre for Border Studies an der University of Glamorgan, Wales. Seit Juli 2005 ist sie James G. Kenan Distinguished Professor of History und Adjunct Professor of the Curriculum in Peace, War, and Defense an der University of North Carolina at Chapel Hill.
Zu ihren diversen ehrenvollen  Einladungen und Fellowships gehören: 1991 – Fellow am
Swedish Collegium for Advanced Studies in the Social Sciences (SCASSS) in Uppsala; 2000/01 – Member der School of Historical Studies des Institute for Advanced Study in Princeton; 2002/03 – DAAD-Gastlehrstuhl für Deutsche und Europäische Geschichte am Munk Centre for International Studies der University of Toronto; Sommersemester 2003 – Gastlehrstuhl für Internationale und Interdisziplinäre Frauen- und Geschlechterforschung des Landes Rheinland-Pfalz an der Universität Trier; 2004 – Gastwissenschaftlerin am Wissenschaftszentrum Berlin für Sozialforschung; 2011/12 – John G. Medlin Jr. Fellow des National Humanities Center, Durham, NC; 2015 – German Transatlantic Program Berlin Prize Fellow der American Academy in Berlin; 2015/16  – European Institutes for Advanced Study (EURIAS) Senior Fellow im Netherlands Institute for Advanced Study (NIAS) in Wassenaar, Niederlande. Ihre Forschung wurde von der Studienstiftung des deutschen Volkes, der Hans-Böckler-Stiftung, der Deutschen Forschungsgemeinschaft, der Gerda-Henkel-Stiftung und der Max Kade Foundation gefördert.
Zwischen 2005 und 2010 leitete sie gemeinsam mit Cristina Allemann-Ghionda (Universität zu Köln) und Konrad Jarausch (Leibniz-Zentrum für Zeithistorische Forschung, Potsdam, ZZF) das Projekt „Das deutsche Halbtagsmodell: Ein europäischer Sonderweg? Die ‚Zeitpolitik‘ der öffentlichen Bildung im Nachkriegseuropa: Ein Ost-West-Vergleich“,  das von der Volkswagen-Stiftung und dem Bundesministerium für Bildung und Forschung gefördert wurde. Darüber hinaus leitete sie von 2005 bis 2008 gemeinsam mit Alan Forrest (University of York) und Étienne François (Freie Universität Berlin) eine vergleichende Forschungsgruppe zum Thema „Nationen, Grenzen und Identitäten: Die Revolutions- und Napoleonischen Kriege in europäischen Erfahrungen und Erinnerungen“, die vom British Arts and Humanities Research Council und der Deutschen Forschungsgemeinschaft gefördert wurde. Aus diesem Projekt entstand die Palgrave Macmillan-Reihe „War, Culture and Society, 1750–1850“, die sie 2008 gemeinsam mit Rafe Blaufarb (Florida State University) und Alan Forrest ins Leben rief.
Karen Hagemann gehört zu den Mitgründerinnen des Arbeitskreises Historische Frauen- und Geschlechterforschung. Im März 2024 gründete sie gemeinsam mit Isabelle Deflers (Universität der Bundeswehr München) und Friederike Hartung (Zentrum für Militärgeschichte und Sozialwissenschaften der Bundeswehr, Potsdam) das Forschungsnetzwerk „Militär, Krieg und Geschlecht/Diversität“ (MKGD), das den Forschungsansatz und das Thema durch intensive interdisziplinäre und internationale Zusammenarbeit fördern will.

## Schriften (Auswahl)
Als Autorin
- Umkämpftes Gedächtnis. Die Antinapoleonischen Kriege in der deutschen Erinnerung. Schöningh, Paderborn 2019, ISBN 978-3-506-70748-2.
- Revisiting Prussia’s Wars Against Napoleon: History, Culture, and Memory. Cambridge and New York, Cambridge University Press, 2015 (Hans Rosenberg Book Prize of the Central European History Society for the best book in Central European history in 2015) ISBN 978-0-521-15230-3.
- „Mannlicher Muth und Teutsche Ehre“. Nation, Militär und Geschlecht zur Zeit der Antinapoleonischen Kriege Preußens. (= Krieg in der Geschichte. Band 8). Schöningh, Paderborn 2002, ISBN 3-506-74477-1 (zugleich: überarbeitete Habilitationsschrift, TU Berlin, 2000).
- Frauenalltag und Männerpolitik. Alltagsleben und gesellschaftliches Handeln von Arbeiterfrauen in der Weimarer Republik. J.H.W. Dietz, Bonn 1990, ISBN 3-8012-5008-3 (zugleich: Dissertation, Universität Hamburg, 1988/89).
- mit Jan Kolossa: Gleiche Rechte – Gleiche Pflichten? Der Frauenkampf für „staatsbürgerliche“ Gleichberechtigung. Ein Bilder-Lese-Buch zu Frauenalltag und Frauenbewegung in Hamburg. VSA, Hamburg 1990, ISBN 3-87975-528-0.

Als Herausgeberin
- mit Konrad H. Jarausch, German Migrant-Historians in North America: Transatlantic Careers and Scholarship after 1945. Berghahn, Oxford and New York, Books, 2024.
- mit Stefan Dudink und Sonya O. Rose: The Oxford Handbook of Gender, War, and the Western World since 1600. Oxford University Press, New York 2020 (Gewinner des Preises für das beste Nachschlagewerk 2022 der Society for Military History).
- mit Donna Harsch und Friederike Brühöfener: Gendering Post-1945 History. Entanglements. Berghahn Books, Oxford / New York 2019.
- mit Sonya Michel: Gender and the long Postwar. Reconsiderations of the United States and the Two Germanys, 1945–1989. Johns Hopkins University Press, Baltimore/Washington DC 2014.
- mit Konrad H. Jarausch und Cristina Allemann-Ghionda: Children, Families and States. Time Policies of Child Care, Preschool and Primary Schooling in Europe. Berghahn Books, Oxford / New York 2011 (Paperback-Ausgabe 2013).
- mit Alan Forrest und Étienne François: War Memories. The Revolutionary and Napoleonic Wars in Modern European Culture. Palgrave Macmillan, Basingstoke 2012 (Paperback-Ausgabe 2013).
- mit Gisela Mettele und Jane Rendall: Gender, War, and Politics. Transatlantic Perspectives, 1775–1830. Palgrave, Houndsmills/Basingstoke 2010 (Paperback-Ausgabe 2013).
- mit Alan Forrest und Jane Rendall: Soldiers, Citizens and Civilians. Experiences and Perceptions of the French Wars, 1790–1820. Palgrave, Houndsmills/Basingstoke 2009.
- mit Sonya Michel und Gunilla Budde: Civil Society and Gender Justice. Historical and Comparative Perspectives. Berghahn, Oxford / New York 2008 (Paperback-Ausgabe 2011).
- mit Jean Quataert: Geschichte und Geschlechter. Revisionen der neueren deutschen Geschichte. Campus, Frankfurt am Main / New York 2008 (in Englisch: 2007/2011).
- mit Stefan Dudink und Anna Clark: Representing Masculinity. Citizenship in Modern Western Culture. Palgrave, Houndsmills/Basingstoke 2007.
- mit Michael Epkenhans und Stig Förster: Militärische Erinnerungskultur. Soldaten im Spiegel von Biographien, Memoiren and Selbstzeugnissen. Schöningh, Paderborn 2006.
- mit Jennifer Davy und Ute Kätzel: Frieden – Gewalt – Geschlecht. Friedens- und Konfliktforschung als Geschlechterforschung. Klartext, Essen 2005.
- mit Stefan Dudink und John Tosh: Masculinities in Politics and War. Gendering Modern History. Manchester University Press, Manchester/New York 2004.
- mit Stefanie Schüler-Springorum: Heimat – Front. Militär und Geschlechterverhältnisse im Zeitalter der Weltkriege. Campus, Frankfurt am Main / New York 2002 (in Englisch: 2002).
- mit Ida Blom und Catherine Hall: Gendered Nations. Nationalisms and Gender Order in the Long Nineteenth Century. Berg, Oxford / New York 2000.
- mit Ralf Pröve: Landsknechte, Soldatenfrauen und Nationalkrieger. Militär, Krieg und Geschlechterordnung im historischen Wandel. Campus, Frankfurt am Main 1998.